# Do What You Wanna Do
Do What You Wanna Do är en EP av Acid House Kings, utgiven 2005 av Labrador på CD.
Låtarna "Do What You Wanna Do" och "This Heart Is a Stone "kom senare att ingå på bandets fjärde studioalbum Sing Along with Acid House Kings (2005). Övriga spår är unika för denna EP.

## Låtlista
1. "Do What You Wanna Do" - 3:08
2. "Come Josephine" - 2:21
3. "This Heart Is a Stone" - 3:02
4. "Drama Inside" - 3:10
5. "The Camera" - 2:38

### Fotnoter
1. ↑  ”Do What You Wanna Do”. Discogs.com. http://www.discogs.com/Acid-House-Kings-Do-What-You-Wanna-Do/release/471962. Läst 2 mars 2012.
2. ↑  ”Acid House Kings”. Labrador. Arkiverad från originalet den 25 februari 2012. https://web.archive.org/web/20120225231101/http://www.labrador.se/releases/ahk.php3. Läst 2 mars 2012.